# マイネルスケルツィ
マイネルスケルツィ（Mainer Scherti、2003年2月7日 - 2023年7月23日）は日本の競走馬、誘導馬。主な勝ち鞍は2006年のニュージーランドトロフィー、2007年の京都金杯。
馬名の由来は冠名「マイネル」にイタリア語で「仕掛け、効果」を表す「スケルツィ」。ラフィアンターフマンクラブにて総額2200万円（22万×100口）で一口馬主が募集された。

## 経歴

### 2歳時
デビューは2005年10月の東京競馬場、芝1800メートルの2歳新馬戦。柴田善臣騎乗で単勝1番人気に支持されたが、アグネスデジタルの半弟であるジャリスコライトの前に2着に敗れる。外傷による小休止を経て11月、東京競馬場の2歳未勝利戦（芝1800メートル）でも1番人気に支持され、ハイペースで逃げてレコードタイムの決着を演出したものの、ゴール寸前でマチカネゲンジに捕まりハナ差の2着に敗れる。3戦目となった12月の中山競馬場の2歳未勝利戦（芝2000メートル）で単勝オッズ1.1倍という断然の支持に応えて初勝利を挙げる。初の重賞挑戦となったラジオたんぱ杯2歳ステークスでは関東から関西への輸送の際に大渋滞に巻き込まれて大幅に時間がかかり、サクラメガワンダーの9着と大敗した。

### 3歳時
3歳初戦はきさらぎ賞に愛知の安部幸夫で出走。先行策から直線しぶとく粘りドリームパスポート、メイショウサムソンに次ぐ3着と健闘した。続く自己条件の黄梅賞・芝1600メートルでは1.5倍の支持に応えて圧勝。3度目の重賞挑戦となったニュージーランドトロフィーではファイングレインやロジックらを抑えて優勝し、重賞初勝利を成し遂げた。
春の大目標であったNHKマイルカップではフサイチリシャールに次ぐ2番人気に支持されたものの、スタートでの出負けもあって直線失速し10着に敗れた。レース後は北海道・ビッグレッドファームへ移動。秋に備えることになった。
秋初戦は京成杯オータムハンデキャップ。ステキシンスケクンを最後まで捕らえきれず、最後はカンファーベストに差され3着に終わった。続く富士ステークスは13着に惨敗。しかし、評価を落とし、16番人気で臨んだマイルチャンピオンシップでは、ダイワメジャーをマークするような位置取りから最後まで粘りとおし、4着と健闘した。
続く第1回阪神カップでも武豊を背に3着に入線し、マイルチャンピオンシップの好走がフロックでないことを示した。

### 4歳時
明けて4歳初戦は京都金杯。7番人気と低評価だったが、好スタートからマイペースの逃げに持ち込み、エイシンドーバー以下を振り切って優勝。重賞2勝目を挙げる。北海道への短期放牧を挟んで臨んだ高松宮記念では、4番人気に支持されるも中団から伸びを欠き6着に敗れた。続く読売マイラーズカップでは、大逃げしたコンゴウリキシオーの2番手追走から直線粘りこみ3着。京王杯スプリングカップでは直線先頭からゴール寸前でエイシンドーバーらに差されて4着と、勝ち切れないものの堅実なレースが続いた。安田記念では好位追走も直線失速して10着に敗れ、春シーズンを終了する。
秋初戦に予定していた京成杯オータムハンデキャップは馬インフルエンザによる移動制限の影響から帰厩できず出走を断念。スプリンターズステークスを目標に切り替えたものの除外され、結局同日に行われたポートアイランドステークスで復帰することになる。レースでは直線いったんは先頭に立ったものの、スーパーホーネットの強襲に屈し3着に敗れる。続くスワンステークスでは落鉄の影響もあってか9着、キャピタルステークスではキンシャサノキセキの3着となる。
ここでダート矛先を向け、初ダートとなるギャラクシーステークスに出走。レースでは直線内から抜け出し、スリープレスナイトの追撃を振り切って優勝した。レース後はフェブラリーステークスを目指すことが発表され、ビッグレッドファーム鉾田へ短期放牧に出された。

### 5歳時
2008年初戦は根岸ステークス。雪の影響で1日順延されての開催となった。ギャラクシーステークスが評価され2番人気に支持されたものの、大幅馬体増の影響もあってかワイルドワンダーの9着に敗れる。賞金不足からフェブラリーステークスの出走を断念して臨んだすばるステークスでは、先行策から早めに抜け出すも及ばず3着に敗れる。
シンガポールのクリスフライヤー国際スプリントに登録し、臨んだ千葉ステークスであったがハイペースの逃げが響いて直線失速。1番人気を大きく裏切る15着と大敗する。
北海道への放牧を挟んで、芝路線に戻して臨んだ函館スプリントステークスでは9着。その後関屋記念を目指して美浦に帰厩したが、脚元への不安が出て回避し、ふたたびビッグレッドファームでの休養に入った。

### 6歳時
2009年は2月14日のバレンタインステークスで復帰。やや掛かり気味に運び、直線いったんは先頭に立つものの、ゴール寸前でトウショウカレッジに差し切られ4着に敗れた。続く東風ステークスでは1番人気に推されたが、3着に終わった。その後、4月5日のダービー卿チャレンジトロフィーに2番人気で出走したが、6着に敗れた。続く5月3日の谷川岳ステークスでは2番手から競馬を進めたが、直線で伸びあぐねて4着に終わった。その後、8月9日の関屋記念では13番人気と低評価だったが、スマイルジャックの3着と好走した。続く9月13日の京成杯オータムハンデキャップでも3着だった。続く10月24日の富士ステークスでは逃げを打つも直線で失速し、ブービーの17着に終わった。

### 7歳時
2010年は4月3日のコーラルステークスから始動。スタートからハナを奪い逃げるも直線で力尽きて14着と大敗した。続く5月2日の谷川岳ステークスでは逃げ粘り3着と好走した。5月22日のテレビ愛知オープンでは好位追走も直線で伸び切れず4着だった。続く7月4日の米子ステークスでも前走同様の競馬で人気通りの6着に敗れた。暫く休養後、11月28日のキャピタルステークスでは3番手から競馬を進めたが直線で失速し15着、2010ファイナルステークスでは10着に終わった。

### 8歳時
2011年は洛陽ステークスから始動、2番手追走も直線で力尽き12着。六甲ステークスでは8着、谷川岳ステークスでは14着、メイステークスでは16着と惨敗続きだった。その後5月25日に競走馬登録を抹消され競走馬を引退した。

### 引退後
引退後は、はじめは札幌競馬場で乗馬となりら2011年中に誘導馬としてデビューした。
その後10年間札幌競馬場で誘導馬の仕事を務め、2021年9月4日をもって誘導馬を引退した。
誘導馬引退後は、マオイホースパークにて繋養されていたが、2023年7月23日の朝に死亡したことが、馬事振興などを手掛けている一般社団法人umanowaのTwitterにより発表された。20歳没。

## 競走成績
| 年月日 | 年月日 | 年月日 | 競馬場 | 競走名             | 格      | 頭数 | オッズ （人気） | オッズ （人気） | 着順 | 騎手     | 斤量 | 距離（馬場）  | タイム （上り3F） | タイム 差 | 勝ち馬/（2着馬）       |
| 2005   | 10.    | 9      | 東京   | 2歳新馬            |         | 10   | 1.8             | （1人）         | 02着 | 柴田善臣 | 55   | 芝1800m（良） | 1:51.0 (34.2)     | 0.2       | ジャリスコライト       |
|        | 11.    | 13     | 東京   | 2歳未勝利          |         | 13   | 2.0             | （1人）         | 02着 | 柴田善臣 | 55   | 芝1800m（良） | 1:47.6 (35.4)     | 0.0       | マチカネゲンジ         |
|        | 12.    | 4      | 中山   | 2歳未勝利          |         | 17   | 1.1             | （1人）         | 01着 | 柴田善臣 | 55   | 芝2000m（良） | 2:04.1 (35.8)     | -0.2      | （コスモスコヴィル）   |
|        | 12.    | 24     | 阪神   | ラジオたんぱ杯2歳S | GIII    | 12   | 10.3            | （4人）         | 09着 | 四位洋文 | 55   | 芝2000m（良） | 2:03.0 (36.3)     | 1.1       | サクラメガワンダー     |
| 2006   | 2.     | 12     | 京都   | きさらぎ賞         | GIII    | 12   | 15.9            | （7人）         | 03着 | 安部幸夫 | 56   | 芝1800m（良） | 1:47.6 (35.0)     | 0.2       | ドリームパスポート     |
|        | 3.     | 4      | 中山   | 黄梅賞             | 500万下 | 15   | 1.5             | （1人）         | 01着 | 柴田善臣 | 56   | 芝1600m（稍） | 1:34.6 (34.9)     | -0.5      | （ビューティーパール） |
|        | 4.     | 8      | 中山   | ニュージーランドT  | GII     | 12   | 1.9             | （1人）         | 01着 | 柴田善臣 | 56   | 芝1600m（良） | 1:33.5 (35.2)     | -0.1      | （ファイングレイン）   |
|        | 5.     | 7      | 東京   | NHKマイルC         | GI      | 18   | 4.0             | （2人）         | 10着 | 柴田善臣 | 57   | 芝1600m（良） | 1:34.5 (36.7)     | 1.3       | ロジック               |
|        | 9.     | 10     | 中山   | 京成杯AH           | GIII    | 15   | 4.9             | （2人）         | 03着 | 柴田善臣 | 54   | 芝1600m（良） | 1:32.3 (35.5)     | 0.3       | ステキシンスケクン     |
|        | 10.    | 21     | 東京   | 富士S              | GIII    | 18   | 7.7             | （5人）         | 13着 | 柴田善臣 | 56   | 芝1600m（良） | 1:34.4 (35.2)     | 1.6       | キネティクス           |
|        | 11.    | 19     | 京都   | マイルCS           | GI      | 18   | 65.6            | （16人）        | 04着 | 柴田善臣 | 56   | 芝1600m（良） | 1:33.2 (35.5)     | 0.5       | ダイワメジャー         |
|        | 12.    | 17     | 阪神   | 阪神C              | GII     | 17   | 7.6             | （4人）         | 03着 | 武豊     | 56   | 芝1400m（良） | 1:20.7 (35.5)     | 0.1       | フサイチリシャール     |
| 2007   | 1.     | 6      | 京都   | 京都金杯           | GIII    | 16   | 12.2            | （7人）         | 01着 | 柴田善臣 | 56   | 芝1600m（稍） | 1:33.9 (34.9)     | -0.2      | （エイシンドーバー）   |
|        | 3.     | 25     | 中京   | 高松宮記念         | GI      | 18   | 6.2             | （4人）         | 06着 | 柴田善臣 | 57   | 芝1200m（重） | 1:09.5 (35.1)     | 0.6       | スズカフェニックス     |
|        | 4.     | 14     | 阪神   | マイラーズC        | GII     | 15   | 7.8             | （5人）         | 03着 | 柴田善臣 | 57   | 芝1600m（良） | 1:32.7 (33.9)     | 0.5       | コンゴウリキシオー     |
|        | 5.     | 12     | 東京   | 京王杯SC           | GII     | 18   | 7.1             | （4人）         | 04着 | 柴田善臣 | 57   | 芝1400m（良） | 1:20.1 (34.8)     | 0.1       | エイシンドーバー       |
|        | 6.     | 3      | 東京   | 安田記念           | GI      | 18   | 33.0            | （12人）        | 10着 | 柴田善臣 | 58   | 芝1600m（良） | 1:33.1 (35.4)     | 0.8       | ダイワメジャー         |
|        | 9.     | 30     | 阪神   | ポートアイランドS  | OP      | 18   | 3.3             | （1人）         | 03着 | 鮫島良太 | 56   | 芝1600m（稍） | 1:34.0 (35.0)     | 0.7       | スーパーホーネット     |
|        | 10.    | 27     | 京都   | スワンS            | GII     | 18   | 18.5            | （7人）         | 09着 | 柴山雄一 | 57   | 芝1400m（稍） | 1:21.8 (36.2)     | 1.1       | スーパーホーネット     |
|        | 11.    | 23     | 東京   | キャピタルS        | OP      | 18   | 16.1            | （5人）         | 03着 | 柴田善臣 | 57   | 芝1600m（良） | 1:32.9 (33.9)     | 0.1       | キンシャサノキセキ     |
|        | 12.    | 9      | 阪神   | ギャラクシーS      | OP      | 16   | 5.9             | （3人）         | 01着 | 池添謙一 | 56   | ダ1400m（良） | 1:22.4 (36.2)     | -0.1      | （スリープレスナイト） |
| 2008   | 2.     | 4      | 東京   | 根岸S              | GIII    | 16   | 5.8             | （2人）         | 09着 | 松岡正海 | 57   | ダ1400m（不） | 1:23.5 (36.9)     | 0.8       | ワイルドワンダー       |
|        | 2.     | 16     | 京都   | すばるS            | OP      | 15   | 3.9             | （1人）         | 03着 | 池添謙一 | 57   | ダ1400m（稍） | 1:23.3 (37.1)     | 0.6       | ゼンノパルテノン       |
|        | 3.     | 15     | 中山   | 千葉S              | OP      | 16   | 3.4             | （1人）         | 15着 | 松岡正海 | 57   | ダ1200m（重） | 1:11.3 (37.8)     | 1.8       | ゼンノコーラル         |
|        | 7.     | 6      | 函館   | 函館スプリントS    | GIII    | 16   | 35.7            | （11人）        | 09着 | 三浦皇成 | 56   | 芝1200m（良） | 1:09.1 (35.7)     | 0.7       | キンシャサノキセキ     |
| 2009   | 2.     | 14     | 東京   | バレンタインS      | OP      | 16   | 6.6             | （4人）         | 04着 | 松岡正海 | 56   | 芝1400m（良） | 1:21.4 (34.2)     | 0.1       | トウショウカレッジ     |
|        | 3.     | 14     | 中山   | 東風S              | OP      | 16   | 4.1             | （1人）         | 03着 | 松岡正海 | 57   | 芝1600m（不） | 1:37.3 (37.5)     | 0.8       | ショウワモダン         |
|        | 4.     | 5      | 中山   | ダービー卿CT       | GIII    | 15   | 7.0             | （2人）         | 06着 | 松岡正海 | 56   | 芝1600m（良） | 1:33.9 (35.0)     | 0.2       | タケミカヅチ           |
|        | 5.     | 3      | 新潟   | 谷川岳S            | OP      | 16   | 4.1             | （2人）         | 04着 | 津村明秀 | 57   | 芝1400m（良） | 1:21.5 (35.5)     | 0.5       | ホッカイカンティ       |
|        | 8.     | 9      | 新潟   | 関屋記念           | GIII    | 18   | 65.1            | （13人）        | 03着 | 石橋脩   | 56   | 芝1400m（稍） | 1:33.2 (34.0)     | 0.5       | スマイルジャック       |
|        | 9.     | 13     | 中山   | 京成杯AH           | GIII    | 16   | 7.5             | （3人）         | 03着 | 石橋脩   | 56   | 芝1600m（良） | 1:32.4 (35.5)     | 0.3       | ザレマ                 |
|        | 10.    | 24     | 東京   | 富士S              | GIII    | 18   | 28.3            | （10人）        | 17着 | 石橋脩   | 57   | 芝1600m（良） | 1:34.1 (35.8)     | 0.8       | アブソリュート         |
| 2010   | 4.     | 3      | 阪神   | コーラルS          | OP      | 16   | 12.0            | （4人）         | 14着 | 和田竜二 | 57   | ダ1400m（稍） | 1:25.8 (39.3)     | 3.0       | ナムラタイタン         |
|        | 5.     | 2      | 新潟   | 谷川岳S            | OP      | 14   | 8.3             | （5人）         | 03着 | 丹内祐次 | 57   | 芝1600m（良） | 1:33.6 (34.5)     | 0.2       | ラインプレアー         |
|        | 5.     | 22     | 京都   | テレビ愛知OP       | OP      | 18   | 8.5             | （5人）         | 04着 | 福永祐一 | 57   | 芝1400m（良） | 1:20.5 (34.0)     | 0.3       | ショウナンラノビア     |
|        | 7.     | 4      | 阪神   | 米子S              | OP      | 18   | 12.1            | （6人）         | 06着 | 和田竜二 | 56   | 芝1600m（良） | 1:34.3 (36.2)     | 0.5       | タマモナイスプレイ     |
|        | 11.    | 28     | 東京   | キャピタルS        | OP      | 18   | 58.7            | （11人）        | 15着 | 松岡正海 | 57   | 芝1600m（良） | 1:34.2 (35.6)     | 1.0       | サンディエゴシチー     |
|        | 12.    | 26     | 阪神   | 2010ファイナルS    | OP      | 14   | 44.4            | （9人）         | 10着 | 和田竜二 | 56   | 芝1600m（良） | 1:35.3 (35.1)     | 1.2       | シルポート             |
| 2011   | 2.     | 20     | 京都   | 洛陽S              | OP      | 16   | 84.7            | （11人）        | 12着 | 丹内祐次 | 56   | 芝1600m（稍） | 1:36.3 (37.8)     | 1.7       | キングストリート       |
|        | 3.     | 26     | 阪神   | 六甲S              | OP      | 18   | 100.8           | （13人）        | 08着 | 戸崎圭太 | 57   | 芝1600m（良） | 1:34.6 (35.3)     | 0.6       | ロードバリオス         |
|        | 5.     | 1      | 新潟   | 谷川岳S            | OP      | 15   | 53.1            | （11人）        | 14着 | 津村明秀 | 57   | 芝1600m（稍） | 1:34.6 (36.3)     | 1.8       | リディル               |
|        | 5.     | 21     | 東京   | メイS              | OP      | 18   | 153.3           | （14人）        | 16着 | 柴田大知 | 57   | 芝1800m（良） | 1:46.5 (34.3)     | 1.2       | ダンツホウテイ         |

## 血統表
| マイネルスケルツィの血統（ロベルト系 / Hail to Reason4×5=9.38% Northern Dancer 4×5=9.38%Raise a Native5×4=9.38% Natalma 5×5=6.25% Nashua 5×5=6.25%） | マイネルスケルツィの血統（ロベルト系 / Hail to Reason4×5=9.38% Northern Dancer 4×5=9.38%Raise a Native5×4=9.38% Natalma 5×5=6.25% Nashua 5×5=6.25%） | マイネルスケルツィの血統（ロベルト系 / Hail to Reason4×5=9.38% Northern Dancer 4×5=9.38%Raise a Native5×4=9.38% Natalma 5×5=6.25% Nashua 5×5=6.25%） | （血統表の出典）      | （血統表の出典） |
| 父 *グラスワンダー 1995 栗毛 | 父の父Silver Hawk 1979 鹿毛 | Roberto | Hail to Reason        | Hail to Reason   |
| 父 *グラスワンダー 1995 栗毛 | 父の父Silver Hawk 1979 鹿毛 | Roberto | Bramalea              |                  |
| 父 *グラスワンダー 1995 栗毛 | 父の父Silver Hawk 1979 鹿毛 | Gris Vitesse | Amerigo               | Amerigo          |
| 父 *グラスワンダー 1995 栗毛 | 父の父Silver Hawk 1979 鹿毛 | Gris Vitesse | Matchiche             |                  |
| 父 *グラスワンダー 1995 栗毛 | 父の母Ameriflora 1989 鹿毛 | Danzig | Northern Dancer       | Northern Dancer  |
| 父 *グラスワンダー 1995 栗毛 | 父の母Ameriflora 1989 鹿毛 | Danzig | Pas de Nom            |                  |
| 父 *グラスワンダー 1995 栗毛 | 父の母Ameriflora 1989 鹿毛 | Graceful Touch | His Majesty           | His Majesty      |
| 父 *グラスワンダー 1995 栗毛 | 父の母Ameriflora 1989 鹿毛 | Graceful Touch | Pi Phi Gal            |                  |
| 母 *アラデヤ Aladeya 1997 鹿毛 | 母の父Machiavellian 1987 鹿毛 | Mr. Prospector | Raise a Native        | Raise a Native   |
| 母 *アラデヤ Aladeya 1997 鹿毛 | 母の父Machiavellian 1987 鹿毛 | Mr. Prospector | Gold Digger           |                  |
| 母 *アラデヤ Aladeya 1997 鹿毛 | 母の父Machiavellian 1987 鹿毛 | Coup de Folie | Halo                  | Halo             |
| 母 *アラデヤ Aladeya 1997 鹿毛 | 母の父Machiavellian 1987 鹿毛 | Coup de Folie | Raise the Standard    |                  |
| 母 *アラデヤ Aladeya 1997 鹿毛 | 母の母*フェアーシャーリー Fair Shirley 1990 黒鹿毛                                                                                                   | Shirley Heights | Mill Reef             | Mill Reef        |
| 母 *アラデヤ Aladeya 1997 鹿毛 | 母の母*フェアーシャーリー Fair Shirley 1990 黒鹿毛                                                                                                   | Shirley Heights | Hardiemma             |                  |
| 母 *アラデヤ Aladeya 1997 鹿毛 | 母の母*フェアーシャーリー Fair Shirley 1990 黒鹿毛                                                                                                   | Fairy Dancer | Nijinsky II           | Nijinsky II      |
| 母 *アラデヤ Aladeya 1997 鹿毛 | 母の母*フェアーシャーリー Fair Shirley 1990 黒鹿毛                                                                                                   | Fairy Dancer | Fairy Bridge F-No.5-h |                  |

半弟に2009年ニュージーランドトロフィー2着のティアップゴールド（父・クロフネ）がいる。